# 單獨軸孔珊瑚
單獨軸孔珊瑚（学名：Acropora solitaryensis）为軸孔珊瑚科軸孔珊瑚屬下的一个种。